# Elecciones estatales de Mecklemburgo-Pomerania Occidental de 2006
Las  Elecciones estatales de Mecklemburgo-Pomerania Occidental de 2006 se llevaron a cabo el 27 de septiembre de 2006, para elegir a los miembros del Parlamento Regional de Mecklemburgo-Pomerania Occidental.

## Temas y campaña
La economía fue un tema importante durante toda la campaña, debido a que la tasa de desempleo de Mecklemburgo-Pomerania Occidental era una de las peores en Alemania en aquel momento. Además, la posibilidad de que el NPD (partido de extrema derecha) entrara en el parlamento también se convirtió en un problema al final de la campaña, con todos los partidos tradicionales condenando la posibilidad.

## Resultados
El descontento generalizado del electorado dio lugar a que los dos partidos de gobierno a nivel federal, la CDU y el SPD, perdieran apoyo, con el SPD llevándose la peor parte con una pérdida de 10,4 puntos porcentuales. El PDS y Alianza 90/Los Verdes lograron resultados gradualmente mejores, mientras que el FDP y el NPD lograron grandes ganancias. La entrada del NPD en el Parlamento atrajo una gran cantidad de atención a nivel nacional e incluso internacional. A pesar de la condena generalizada por los partidos establecidos, el NPD consiguió superar con creces el umbral del cinco por ciento, obteniendo representación parlamentaria por primera vez en Mecklemburgo-Pomerania Occidental. Los resultados fueron los siguientes:
| Partido | Partido    | Porcentaje de votos | Total de escaños |
| ------- | ---------- | ------------------- | ---------------- |
|         | SPD        | 30.2%               | 23               |
|         | CDU        | 28.8%               | 22               |
|         | PDS        | 16.8%               | 13               |
|         | FDP        | 9.6%                | 7                |
|         | NPD        | 7.3%                | 6                |
|         | Los Verdes | 3.4%                | 0                |
|         | Otros      | 3.9%                | 0                |
| Total   | Total      | 100.0%              | 71               |

## Post-elección
El SPD decidió formar una coalición con la CDU, en lugar de seguir con la llamada coalición roja-roja entre el SPD y el PDS (la cual gobernaba desde 1998). Con esta coalición, la gran coalición gobernante a nivel federal bajo la canciller Angela Merkel ganó una mayoría de dos tercios en el Bundesrat (sumándose a la mayoría de dos tercios que el gobierno federal ya tenía en el Bundestag). Con este poder, el gobierno federal fue capaz de aprobar cualquier ley que cambiara la constitución, sin tener que contar con el apoyo de los partidos de oposición.